# Lödpasta
Lödpasta kan även avse rent flussmedel i pastaform (vilket ej innehåller tenn).
Lödpasta  pulveriserat lödmetall blandat med flussmedel som är som bakdeg till konsistensen. Den pressas ut på ett kretskorts kontaktytor och värms sedan i en lödugn (~210 °C) och övergår i fast form därefter.Flussmedlets klibbighet håller komponenterna på plats tills återflödesprocessen smälter lodet. För att följa miljöbestämmelserna är de flesta moderna lödningar, inklusive lödpastor, gjorda av blyfria legeringar. 